# خوان دلا عبدیا
خوان دلا عبدیا (به انگلیسی: Juan de la Abadia) (زندگانی در قرن پانزدهم) یک مارانو بود که درگیر سیستم تفتیش عقیده در آراگون شد. با شکست این پروژه، او به توطئه‌ای ملحق شد که طرح آن کشتن مفتش پدرو دِآربوئِس بود. پدرو دآبروئس در ۱۵ سپتامبر ۱۴۸۵ زخمی گشت و دو روز بعد، درگذشت. دلا عبدیا دستگیر شد و بنابر گفته هنریچ گرائتس، در زندان اقدام به خودکشی کرد. با این وجود، مِیِر کایسرلینگ مدعی است که اقدام به خودکشی او ناموفق بود و او را به دار کشیدند و چهار شقه کردند و به آتش کشیدند.